# Ozothamnus
 Ozothamnus  R.Br, 1817 è un genere di piante angiosperme dicotiledoni della famiglia delle Asteraceae (sottofamiglia Asteroideae, tribù Gnaphalieae e sottotribù Gnaphaliinae).

## Etimologia
Il nome del genere deriva da due parole greche "Ozo" (= annusare) e "thamnus" (= arbusto), quindi "arbusto profumato".
Il nome scientifico del genere è stato definito dal botanico Robert Brown (1773-1858) nella pubblicazione " Observations on the Natural Family of Plants Called Compositae" ( Observ. Compositae 125 ) del 1817.

## Descrizione

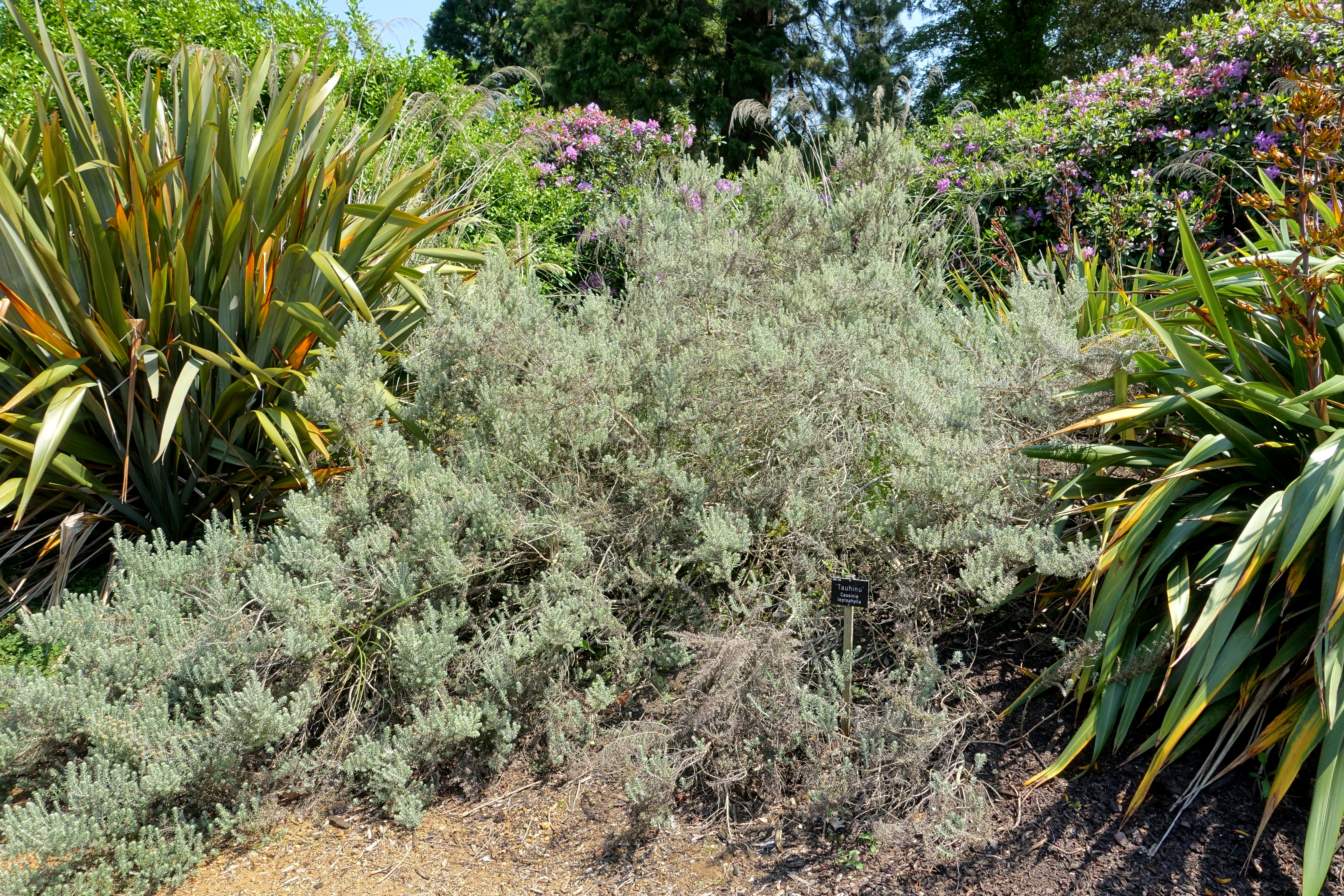
Il portamento
Ozothamnus leptophyllus

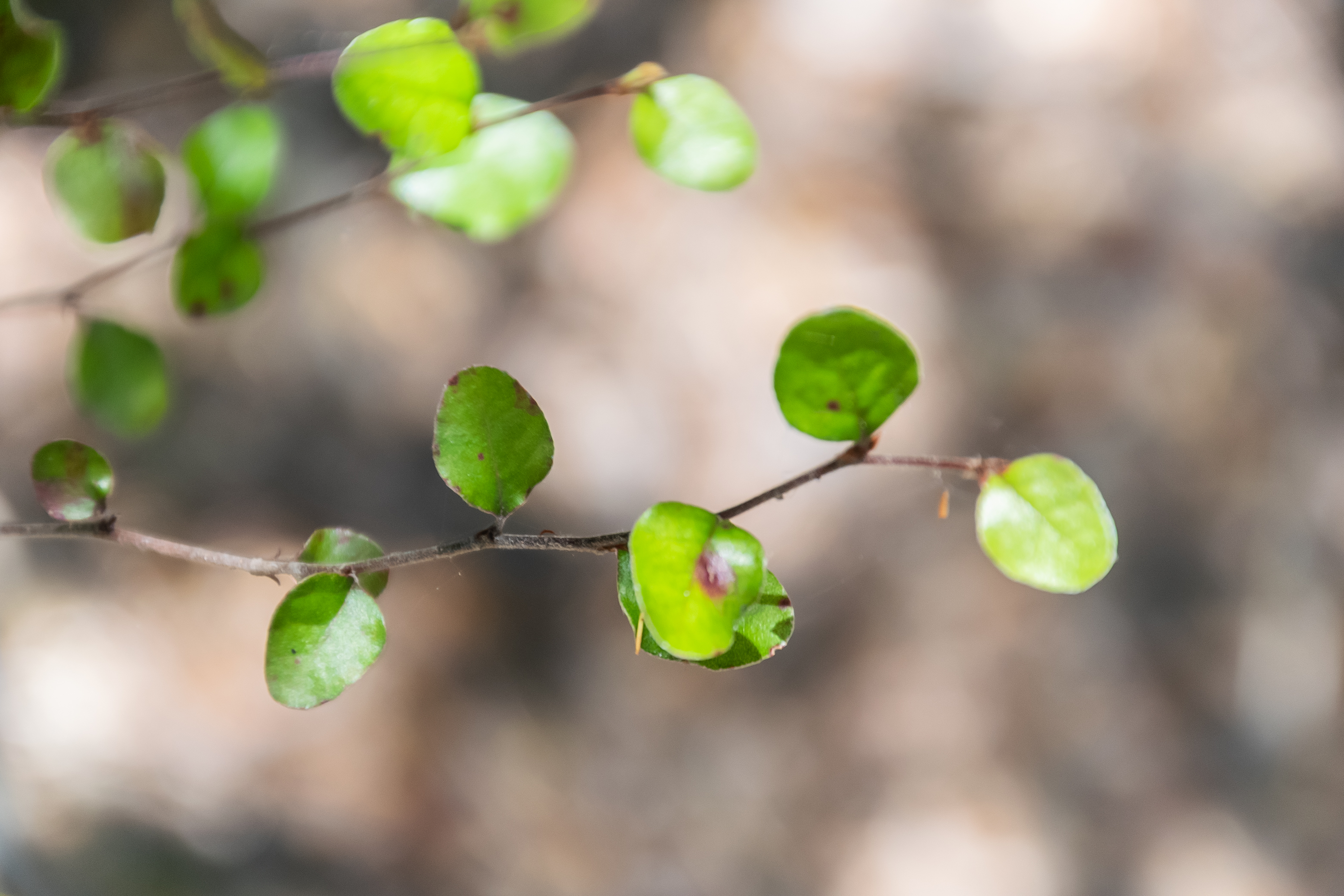
Le foglie
Ozothamnus glomeratus

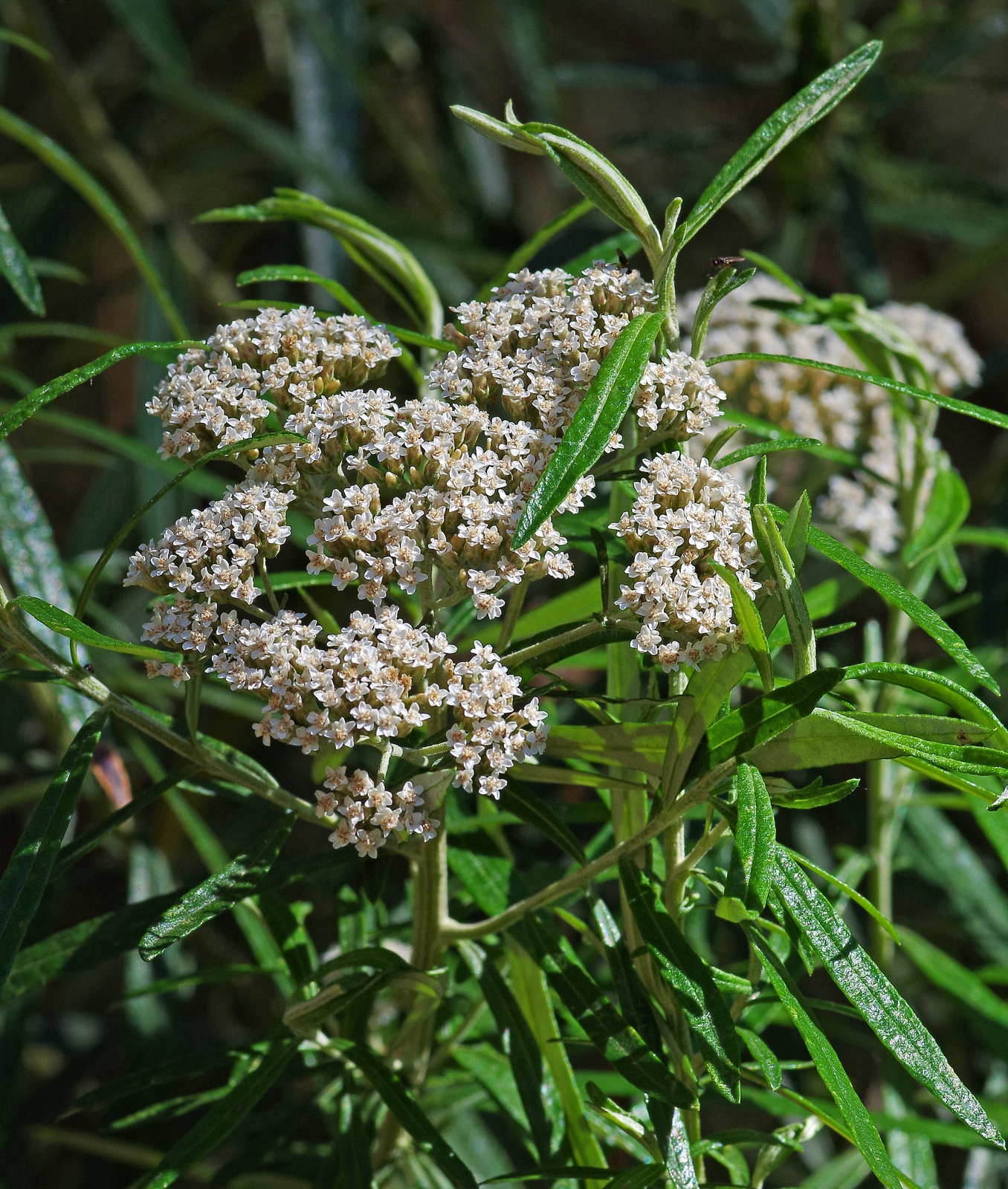
Infiorescenza
Ozothamnus argophyllus

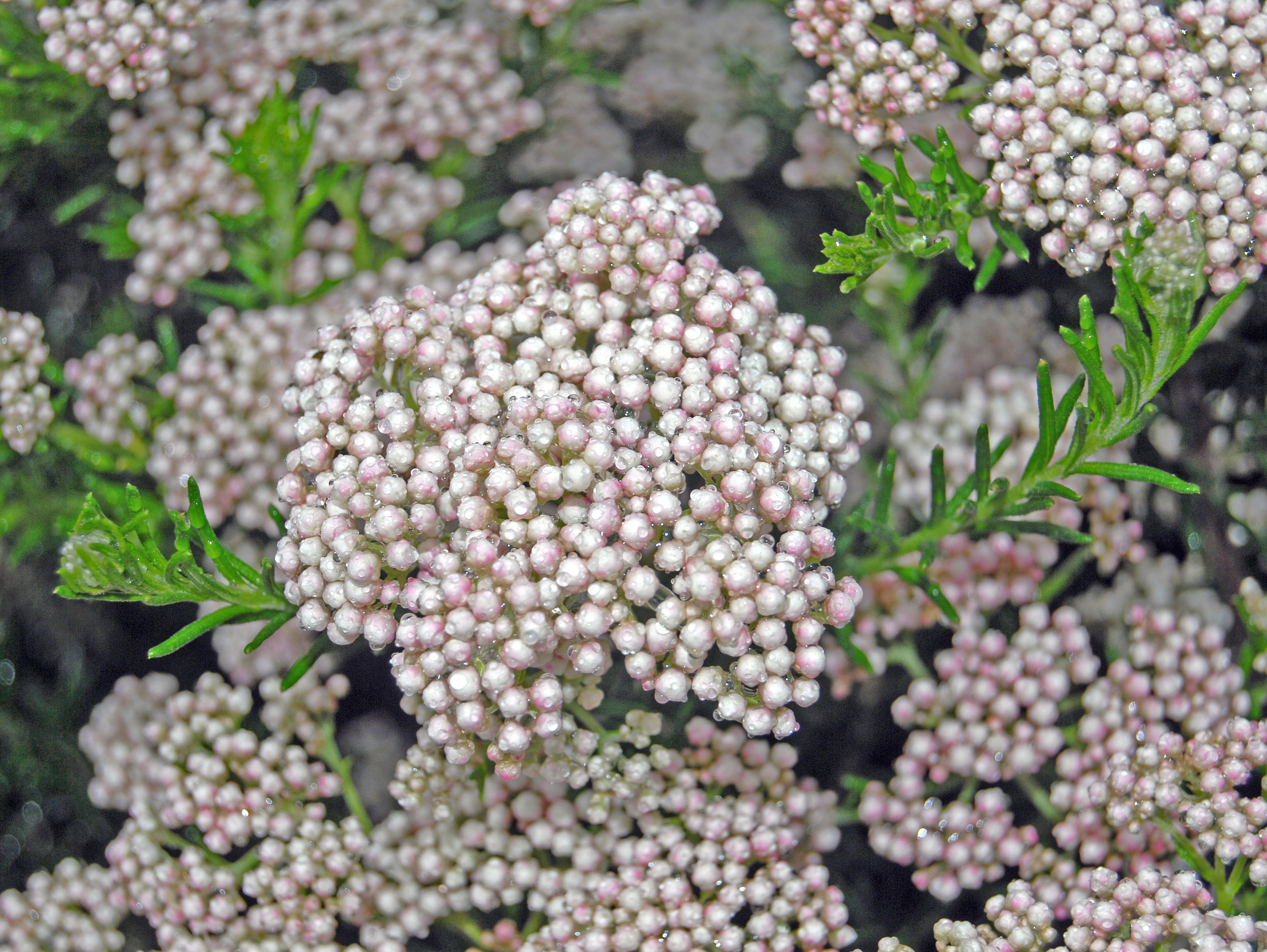
I fiori
Ozothamnus rosmarinifolius

Portamento. Le specie di questo gruppo hanno un habitus di tipo arbustivo. I cauli di queste piante sono provvisti del floema, ma non di canali resiniferi; mentre i sesquiterpeni lattoni sono normalmente assenti (piante senza lattice).
Fusto. La parte aerea in genere è eretta, semplice o ramosa.
Foglie. Le foglie in sono disposte in modo alternato e sono quasi sempre sessili. La lamina è intera e piatta con forme generalmente strette; i margini sono continui, revoluti o concavi. La superficie è tomentosa o lanosa su entrambe le superfici o a volte sono su una.
Infiorescenza. Le sinflorescenze sono composte da diversi capolini raccolti in formazioni corimbose; sono presenti anche portamenti scaposi. Le infiorescenze vere e proprie sono formate da un capolino terminale di tipo disciforme (con fiori eterogami). I capolini sono formati da un involucro, con forme da cilindriche a campanulate, composto da diverse brattee, al cui interno un ricettacolo fa da base ai fiori. Le brattee, glabre o pelose a consistenza cartacea e colorate di bruno, sono disposte in modo più o meno embricato su più serie e possono essere connate alla base (strati di stereoma indiviso);  talora possono avere un margine ialino. Il ricettacolo è senza pagliette a protezione della base dei fiori (raramente quest'ultime sono presenti); la forma è convessa o piatta.
Fiori.  I fiori sono tetra-ciclici (formati cioè da 4 verticilli: calice – corolla – androceo – gineceo) e pentameri (calice e corolla formati da 5 elementi). Sono inoltre tubulosi, attinomorfi e si distinguono in:
- fiori del disco esterni: sono molti e sono femminili e filiformi o tubulari (se presenti);
- fiori del disco centrali: sono pochi e sono ermafroditi.

In questo gruppo di piante i fiori radiati (ligulati o del raggio) sono assenti; a volte sono confusi con i fiori femminili (tubulosi) del disco esterno più o meno sub-zigomorfi con un lembo piatto e possono essere interpretati come fiori del raggio.
- Formula fiorale:

*/x K {\displaystyle \infty }, [C (5), A (5)], G 2 (infero), achenio
- Calice: i sepali del calice sono ridotti ad una coroncina di squame.
- Corolla: la forma della corolla normalmente è tubolare con 5 lobi (raramente 4); i lobi hanno una forma deltata o più o meno lanceolata. I colori della corolla sono giallo e bianco.
- Androceo: l'androceo è formato da 5 stami sorretti da filamenti generalmente liberi; gli stami sono connati e formano un manicotto circondante lo stilo; le teche (produttrici del polline) sono prive di sperone, ma hanno la coda (una sola); le appendici apicali delle antere hanno delle forme piatte; il tessuto endoteciale (rivestimento interno dell'antera) è quasi sempre polarizzato (con due superfici distinte: una verso l'esterno e una verso l'interno). Il polline è di tipo echinato (con punte sporgenti) a forma sferica è formato inoltre da due strati di ectesine, mentre lo strato basale è spesso e regolarmente perforato (tipo “gnafaloide”).[9]
- Gineceo: l'ovario è infero uniloculare formato da 2 carpelli. Lo stilo (il recettore del polline) è intero o biforcato con due stigmi nella parte apicale. Gli stigmi hanno una forma troncata; possono essere ricoperti da minute papille o avere dei penicilli apicali. Le superfici stigmatiche sono separate.[9]

Frutti. I frutti sono degli acheni con pappo. Gli acheni sono piccoli a forma variabile da oblunga a obovoidale o turbinata; la superficie può essere ricoperta di tricomi doppi, clavati allungati o corti oppure può essere glabra; il pericarpo può essere percorso longitudinalmente da alcuni fasci vascolari. Il pappo è formato da setole capillari (piumose o barbate) libere o connate in un anello.

## Biologia
Impollinazione: tramite insetti (impollinazione entomogama tramite farfalle diurne e notturne).

Riproduzione: la fecondazione avviene fondamentalmente tramite l'impollinazione dei fiori.

Dispersione: i semi cadono a terra e vengono dispersi soprattutto da insetti come formiche (disseminazione mirmecoria). Un altro tipo di dispersione è zoocoria: gli uncini delle brattee dell'involucro (se presenti) si agganciano ai peli degli animali di passaggio che portano così i semi anche su lunghe distanze. Inoltre per merito del pappo il vento può trasportare i semi anche per alcuni chilometri (disseminazione anemocora).

## Distribuzione e habitat
Le specie di questo genere sono distribuite in Australia e Tasmania.

## Tassonomia
La famiglia di appartenenza di questa voce (Asteraceae o Compositae, nomen conservandum) probabilmente originaria del Sud America, è la più numerosa del mondo vegetale, comprende oltre 23.000 specie distribuite su 1.535 generi, oppure 22.750 specie e 1.530 generi secondo altre fonti (una delle checklist più aggiornata elenca fino a 1.679 generi). La famiglia attualmente (2021) è divisa in 16 sottofamiglie; la sottofamiglia Asteroideae è una di queste e rappresenta l'evoluzione più recente di tutta la famiglia.

### Filogenesi
Il genere di questa voce è descritto nella tribù Gnaphalieae, una delle 21 tribù della sottofamiglia Asteroideae. Da un punto di vista filogenetico, la tribù Gnaphalieae fa parte del supergruppo (o sottofamiglia) "Asteroideae grade"; l'altro è il supergruppo "Non-Asteroideae" contenente il resto delle sottofamiglie delle Asteraceae. All'interno del supergruppo è vicina alle tribù Senecioneae, Calenduleae, Astereae e Anthemideae.
La sottotribù Gnaphaliinae è caratterizzata da portamenti di vario tipo con specie ginomonoiche e monoiche, da foglie con margini interi, da capolini disciformi omogami o eterogami e raramente radiati (o subradiati), dallo stilo con rami troncati e superfici stigmatiche separate apicalmente, da acheni glabri o con tricomi allungati e pappo ridotto.
Il genere Ozothamnus appartiene al gruppo Australasian clade, un gruppo informale monofiletico della sottotribù Gnaphaliinae diviso in quattro sottocladi: Angianthus (specie effimere dell'Australia occidentale), Waitzia (specie perenni dell'Australia orientale), Cassinia (specie con portamento arbustivo) e Euchiton (specie perenni simili a piante lanose e alpine). Il genere di questa voce appartiene al clade Cassinia; in particolare sia al subclade "Cassinia 1" che al subclade "Cassinia 2" dimostrando così, come è circoscritto attualmente, di non essere monofiletico..
I caratteri distintivi del genere  Ozothamnus sono:
- i rami non terminano in una spina;
- le brattee dell'involucro sono cartacee;
- il ricettacolo varia da piatto a convesso;
- i fiori periferici possono essere tubulosi con petali più o meno patenti;
- i fiori centrali sono gialli o bianchi;
- le antere hanno delle code distinte;
- il pappo ha le setole connate.

Il numero cromosomico delle specie di questo genere è: 2n = 28.

### Elenco delle specie
Questo genere ha 61 specie:
A - B
- Ozothamnus adnatus  DC.
- Ozothamnus aggregatus (Yeo) Anderb.
- Ozothamnus alpinus (N.A.Wakef.) Anderb.
- Ozothamnus antennaria (DC.) Hook.f.
- Ozothamnus argophyllus (A.Cunn. ex DC.) Anderb.
- Ozothamnus bidwillii (Benth.) Anderb.
- Ozothamnus bilobus (N.A.Wakef.) Anderb.
- Ozothamnus blackallii (N.T.Burb.) Anderb.
- Ozothamnus buchananii  Puttock ex Mig.F.Salas & Schmidt-Leb.

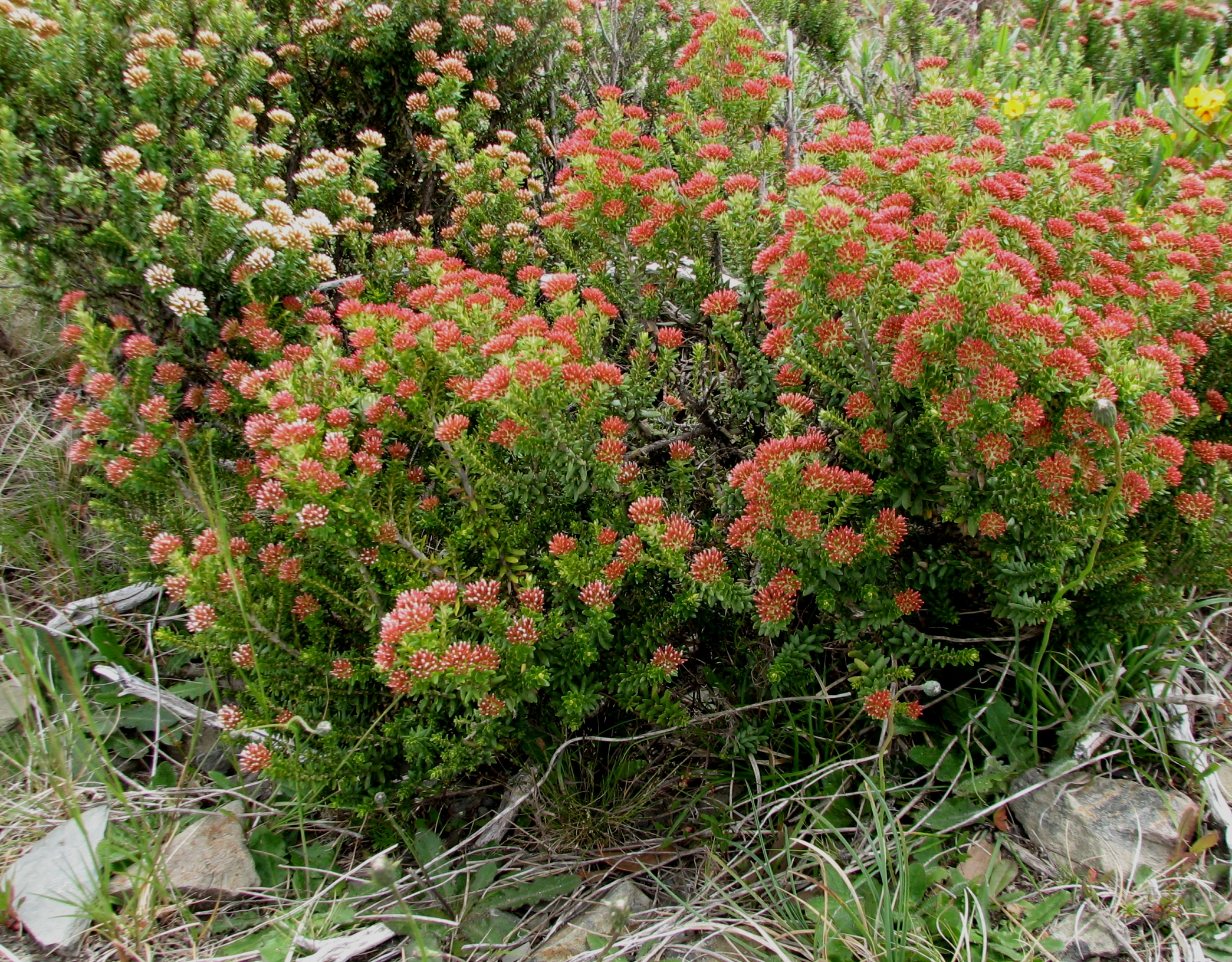
Ozothamnus alpinus
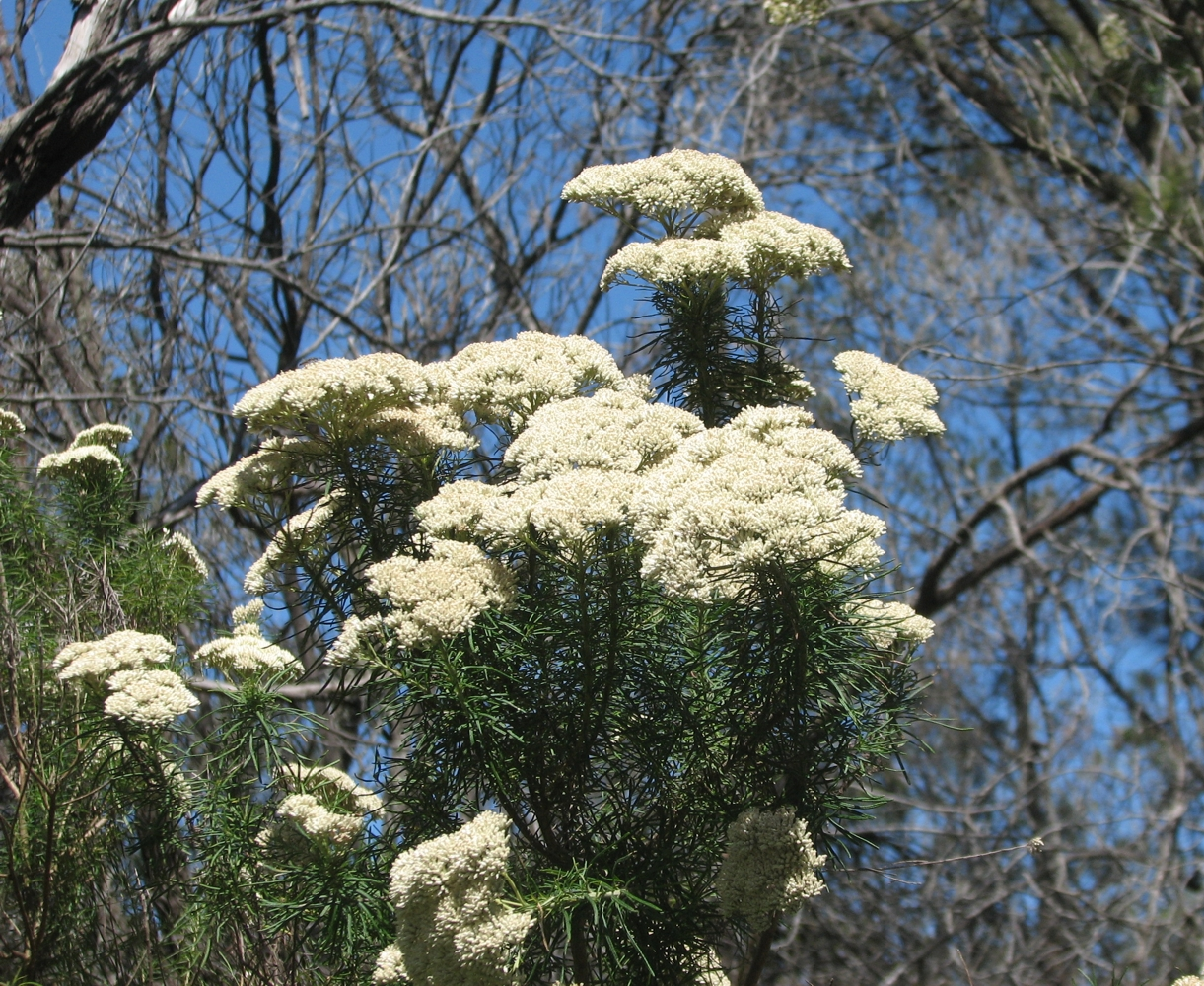
Ozothamnus argophyllus

C
- Ozothamnus cassinioides (Benth.) Anderb.
- Ozothamnus cassiope (S.Moore) Anderb.
- Ozothamnus catadromus (N.A.Wakef.) Anderb.
- Ozothamnus cinereus (Labill.) Sweet
- Ozothamnus conditus (N.A.Wakef.) Anderb.
- Ozothamnus coralloides  Hook.f.
- Ozothamnus costatifructus (R.V.Sm.) Anderb.
- Ozothamnus cuneifolius (F.Muell. ex Benth.) Anderb.
- Ozothamnus cupressoides  Puttock & D.J.Ohlsen

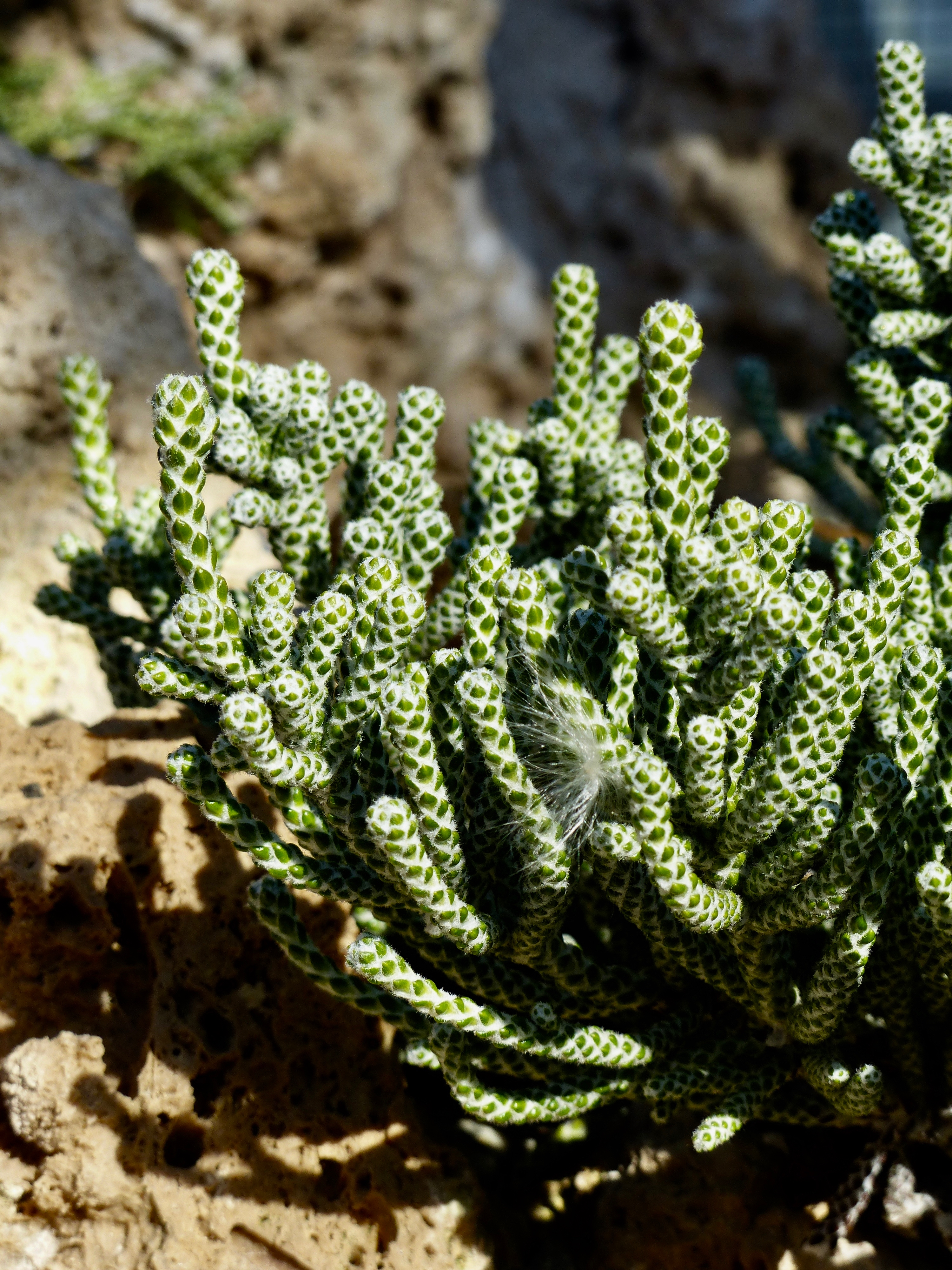
Ozothamnus coralloides
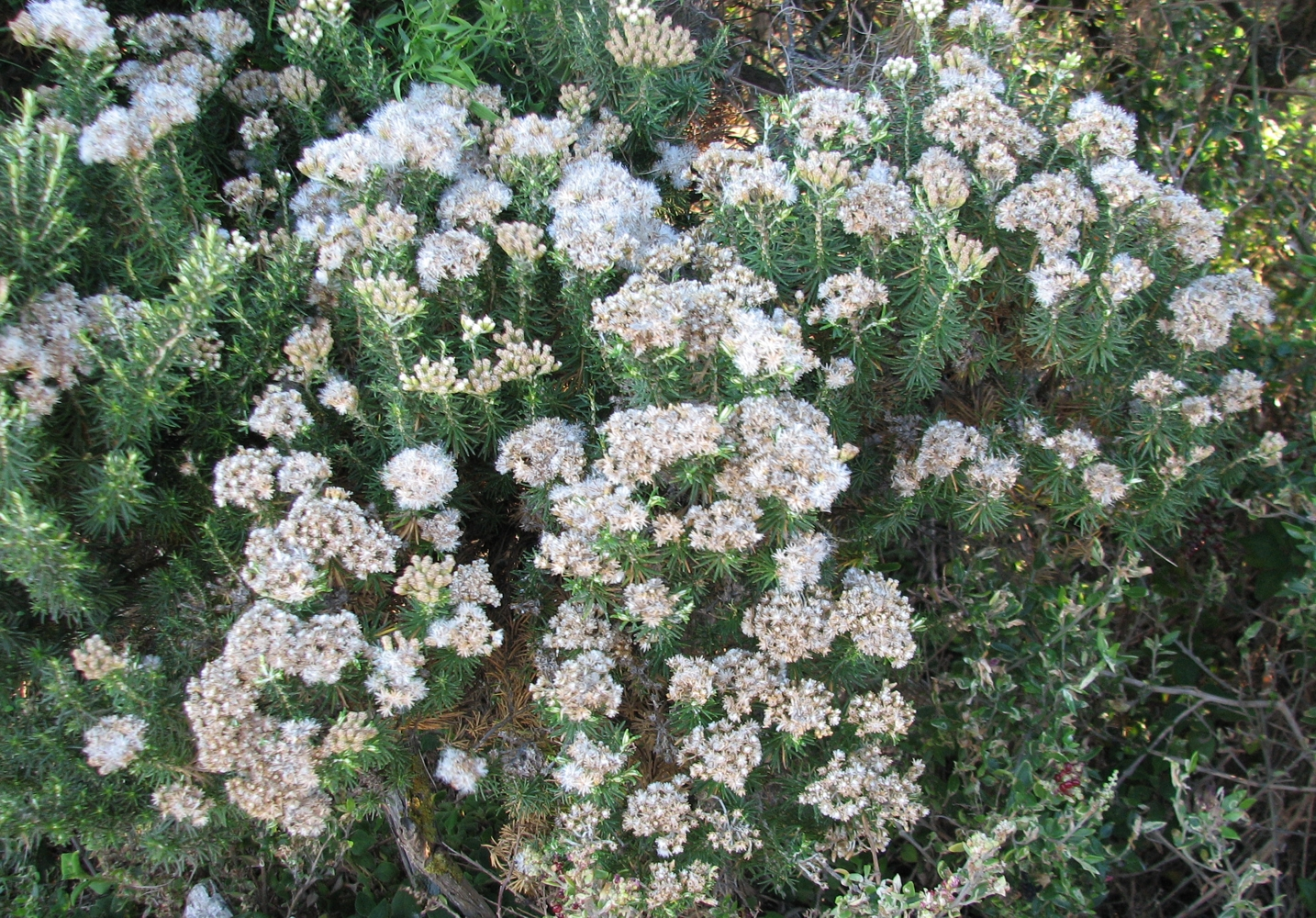
Ozothamnus. cinereus
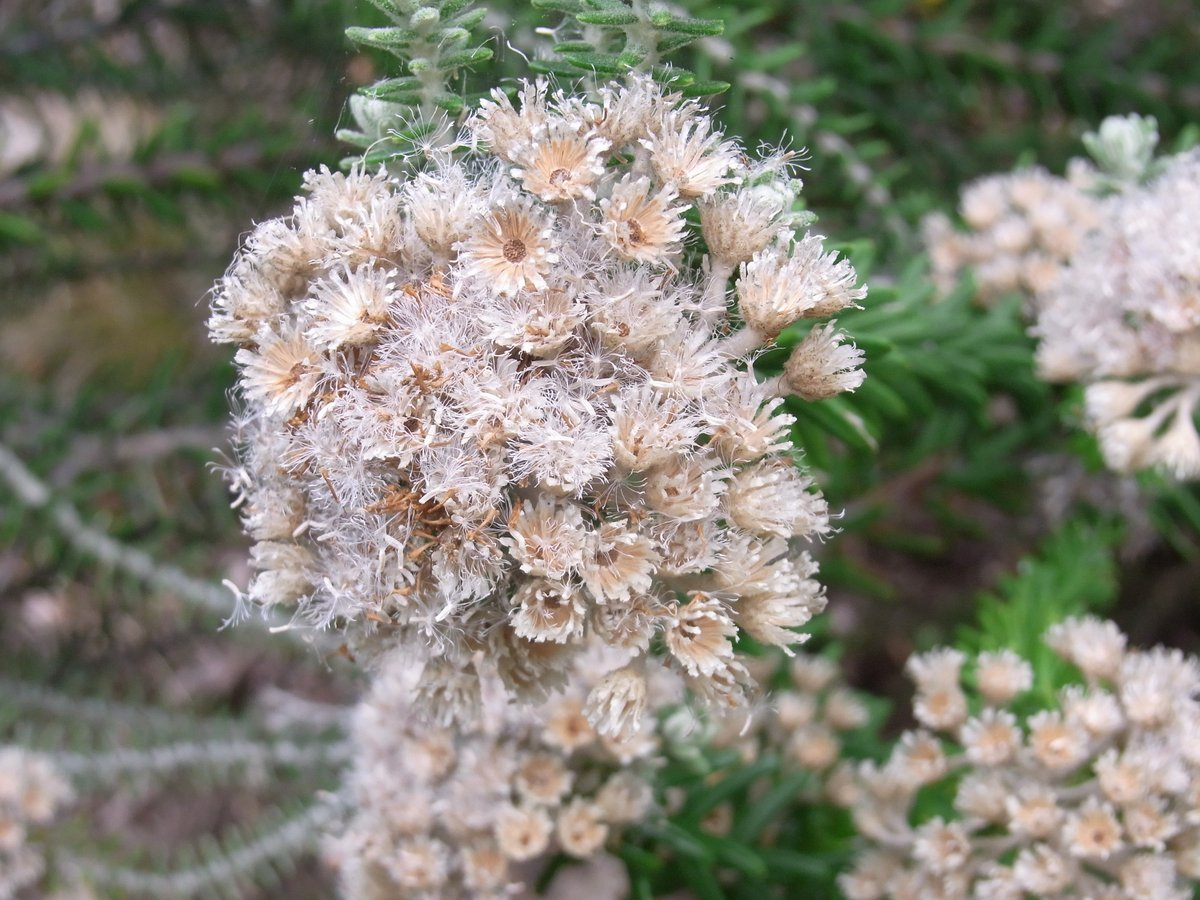
Ozothamnus costatifructus
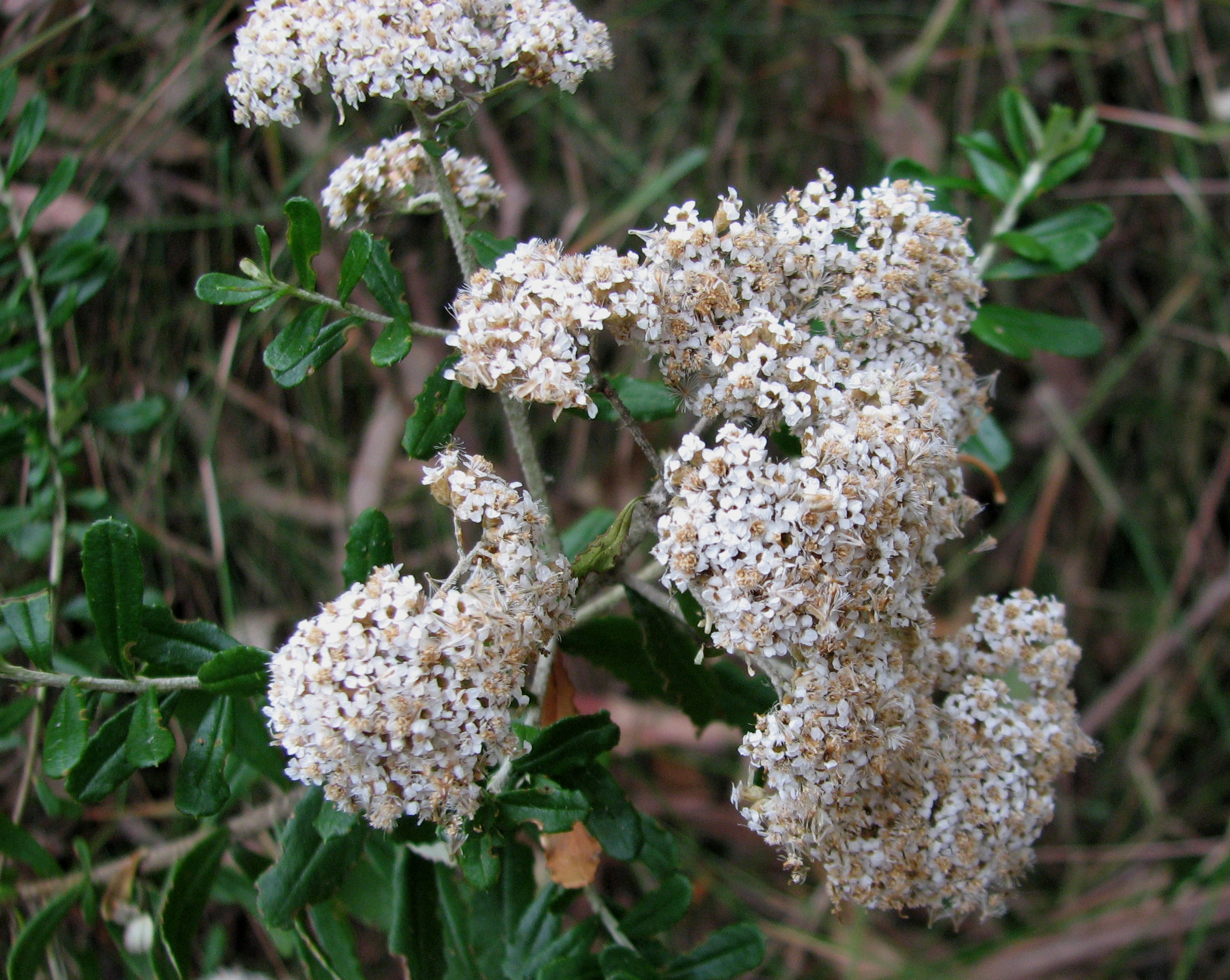
Ozothamnus cuneifolius
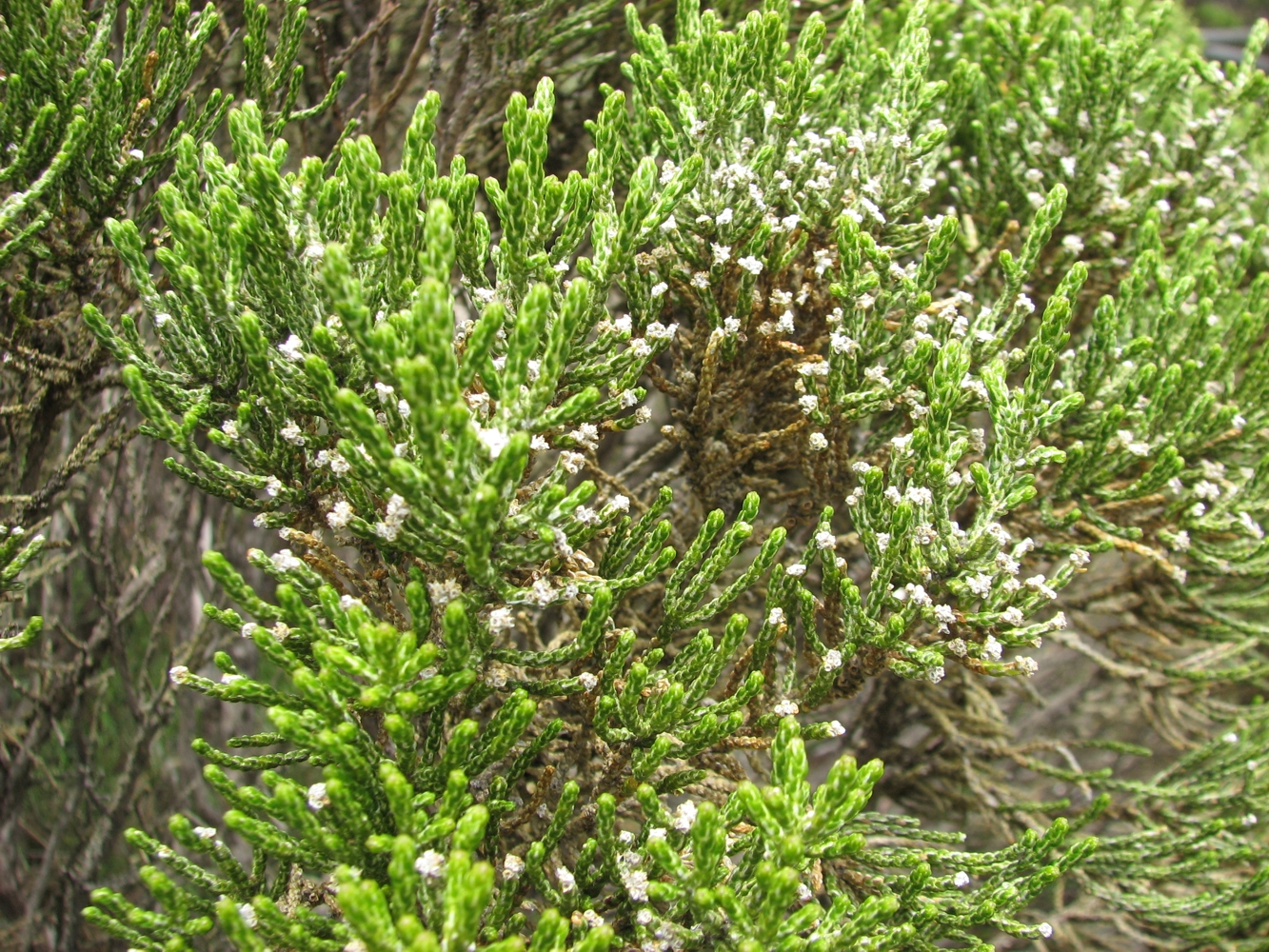
Ozothamnus cupressoides

D - E - F - G
- Ozothamnus dimorphus (Cockayne) Anderb.
- Ozothamnus diosmifolius (Vent.) DC.
- Ozothamnus diotophyllus (F.Muell.) Anderb.
- Ozothamnus ericifolius  Hook.f.
- Ozothamnus eriocephalus (J.H.Willis) Anderb.
- Ozothamnus ferrugineus (Labill.) Sweet
- Ozothamnus filifolius  Puttock
- Ozothamnus floribundus  de Salas & Schmidt-Leb.
- Ozothamnus glomeratus (Raoul) Hook.f.
- Ozothamnus gunnii  Hook.f.

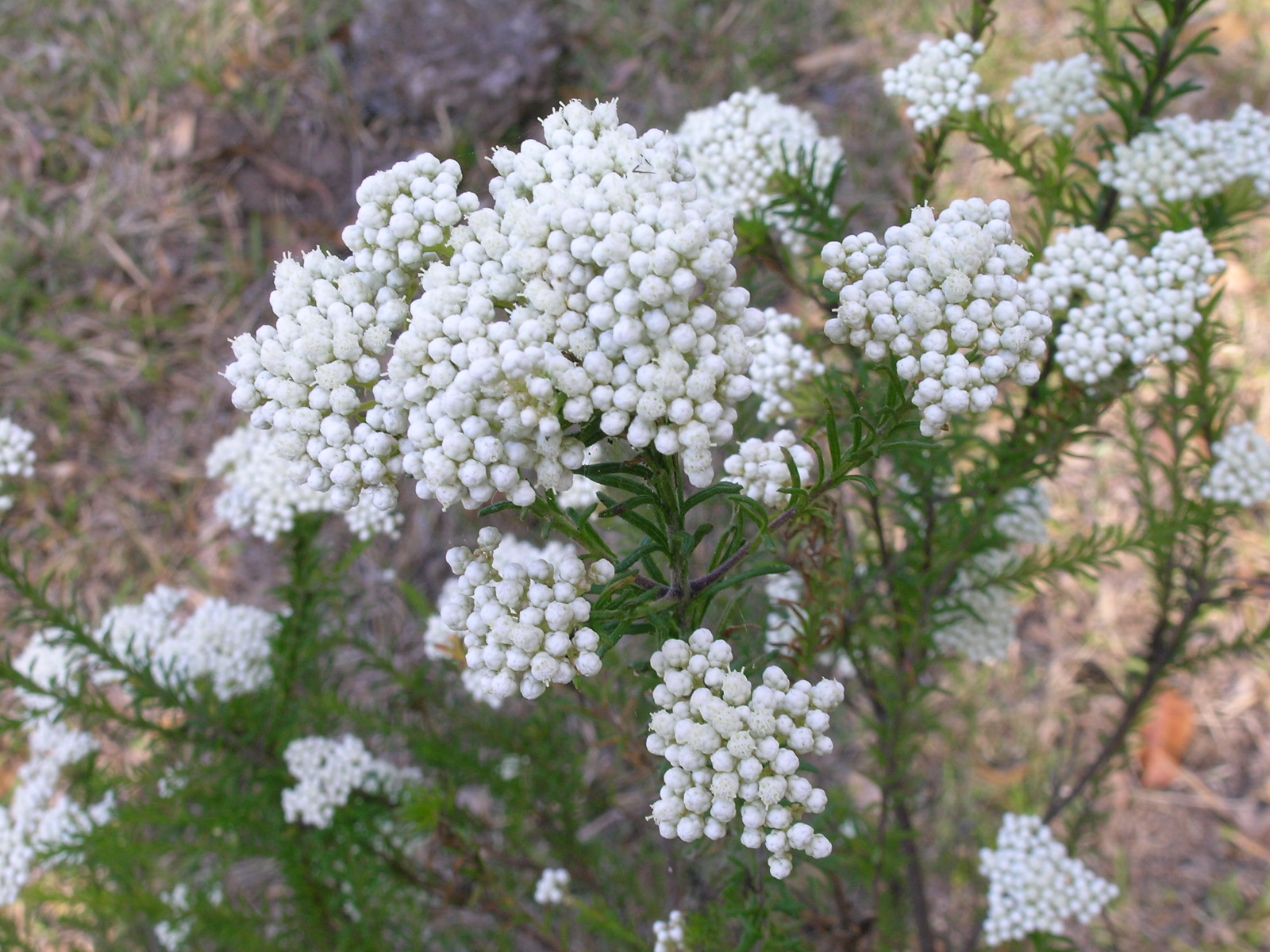
Ozothamnus diosmifolius
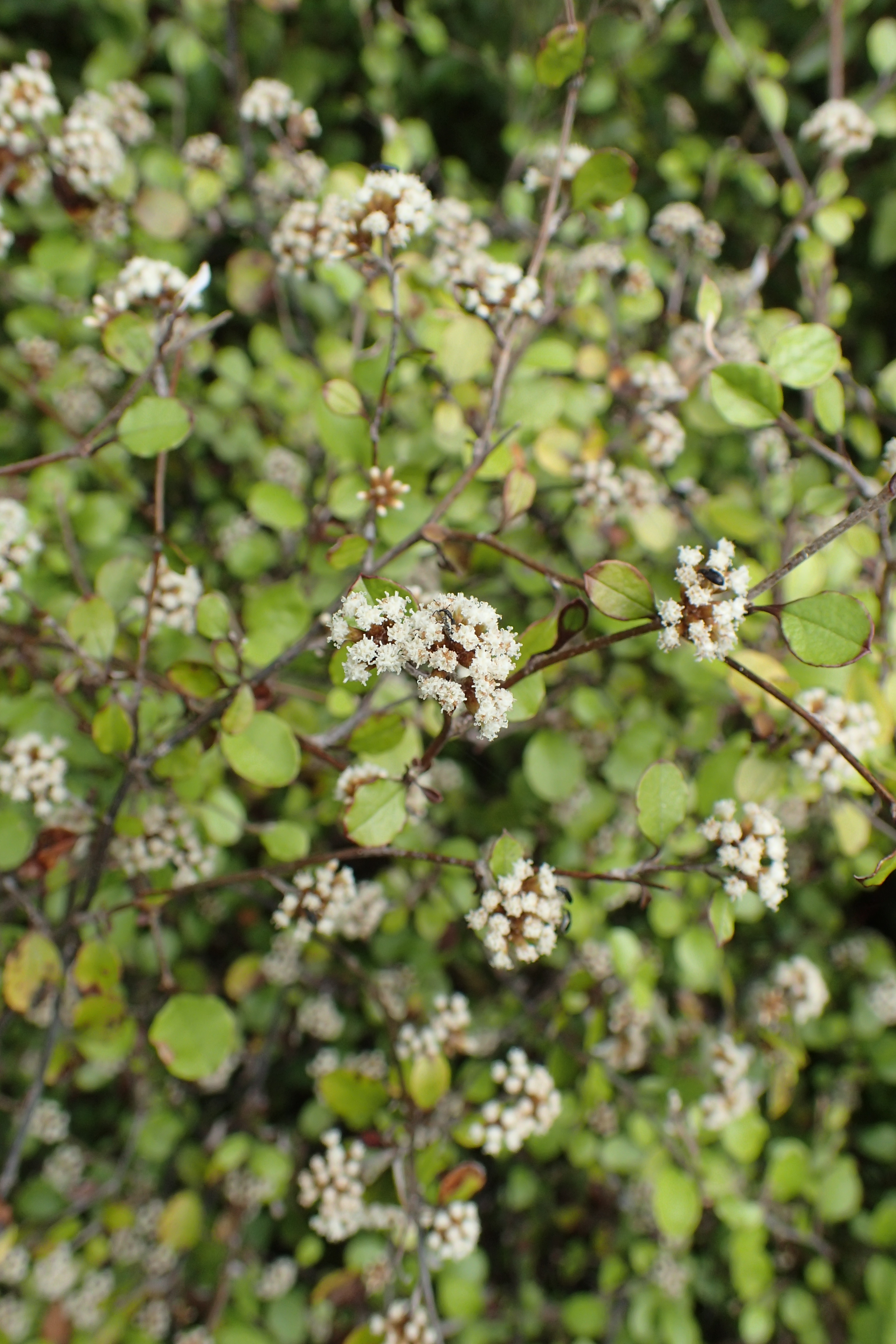
Ozothamnus glomeratus

H - K - L - M
- Ozothamnus hookeri  Sond.
- Ozothamnus kempei (F.Muell.) Anderb.
- Ozothamnus ledifolius (A.Cunn. ex DC.) Hook.f.
- Ozothamnus lepidophyllus  Steetz
- Ozothamnus leptophyllus (G.Forst.) Breitw. & J.M.Ward
- Ozothamnus lycopodioides  Hook.f.
- Ozothamnus microphyllus  Hook.f.

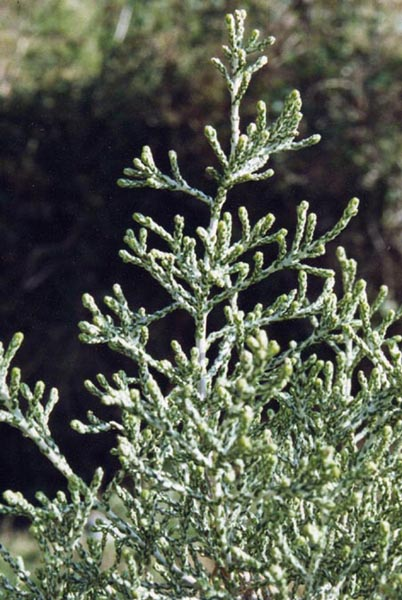
Ozothamnus. hookeri
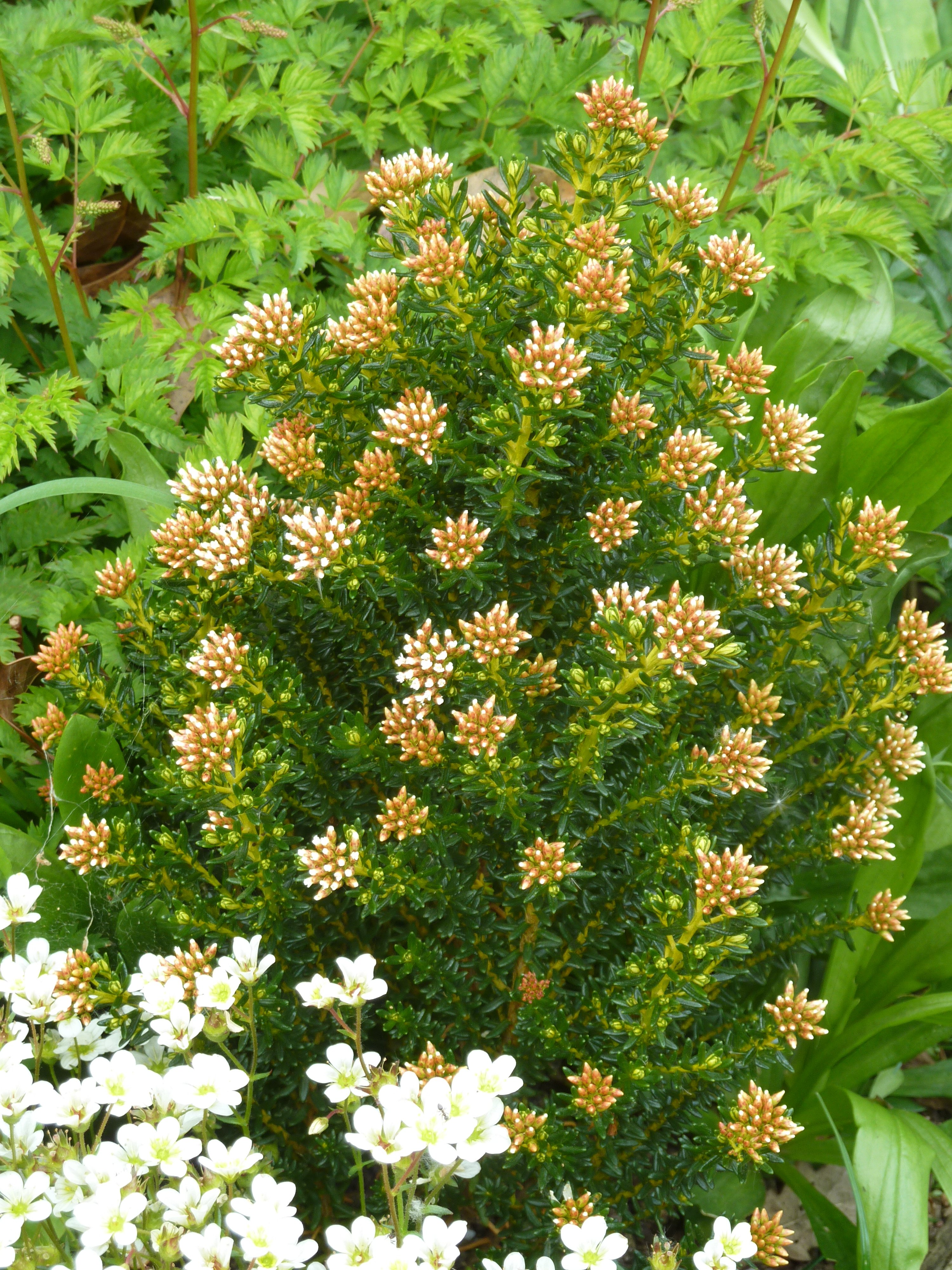
Ozothamnus ledifolius
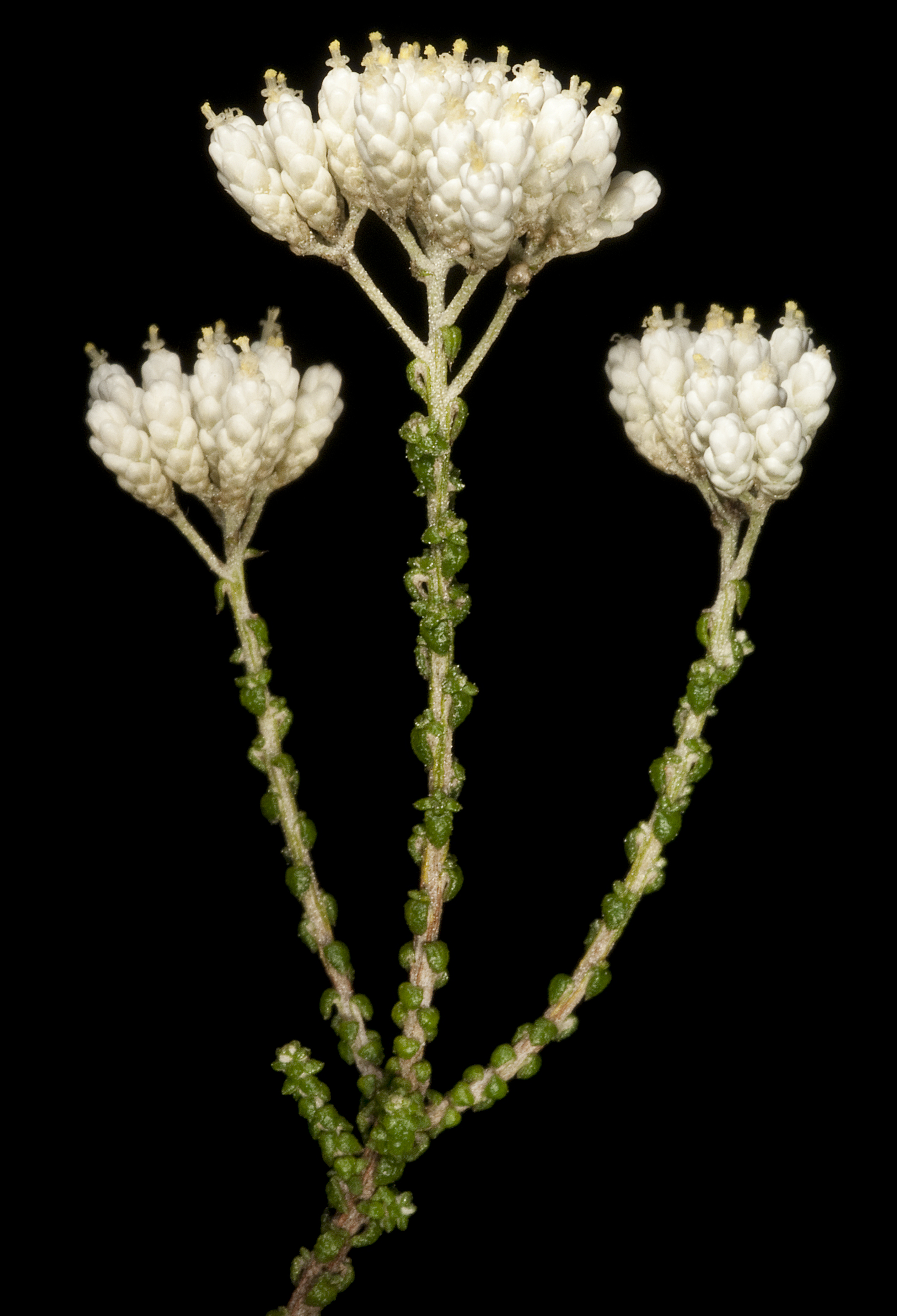
Ozothamnus lepidophyllus
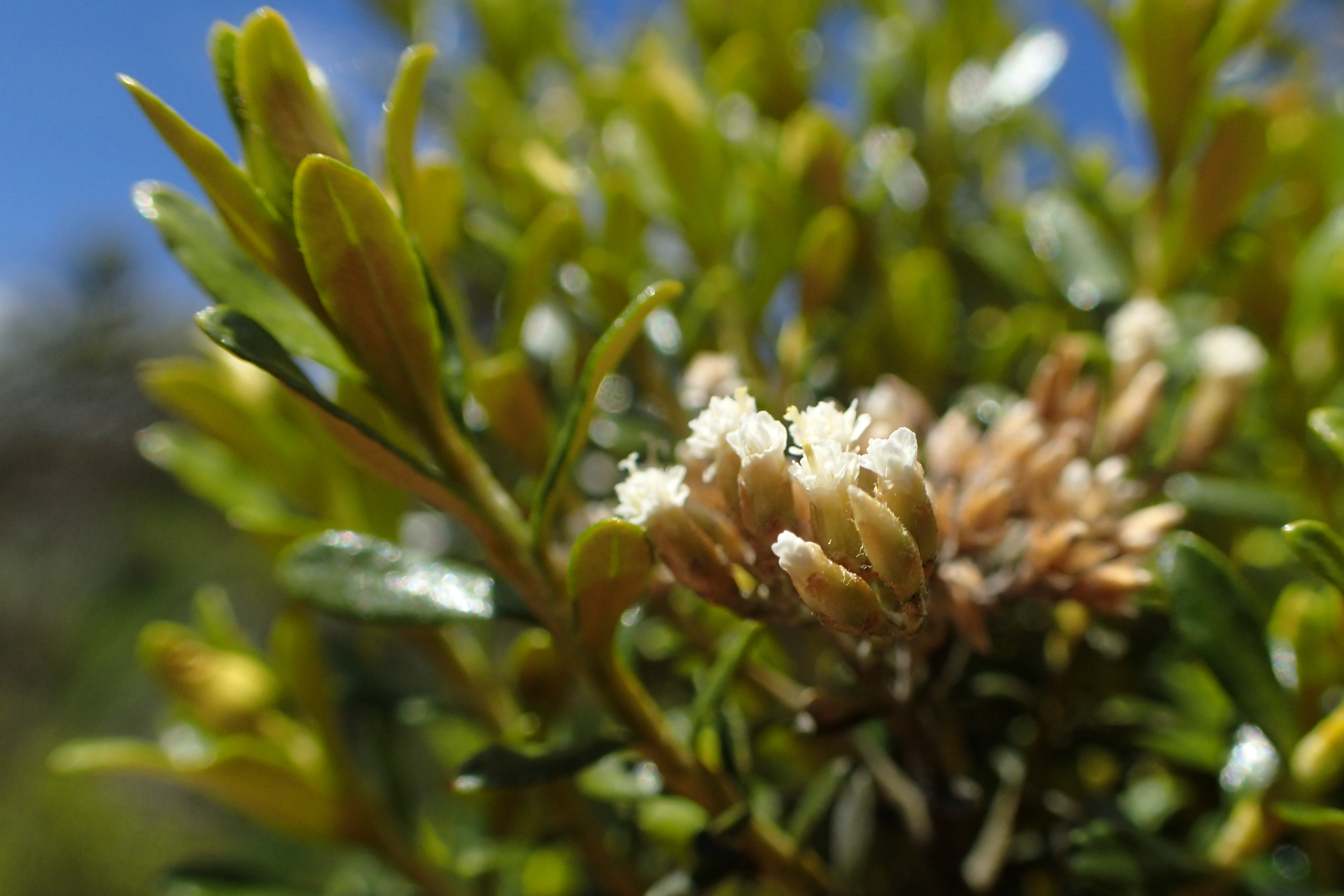
Ozothamnus leptophyllus

O - P
- Ozothamnus obcordatus  DC.
- Ozothamnus obovatus (DC.) Anderb.
- Ozothamnus occidentalis (N.T.Burb.) Anderb.
- Ozothamnus parvifolius (Yeo) Anderb.
- Ozothamnus pinifolius (G.Forst.) DC.
- Ozothamnus plumeus (Allan) Anderb.
- Ozothamnus purpurascens  DC.

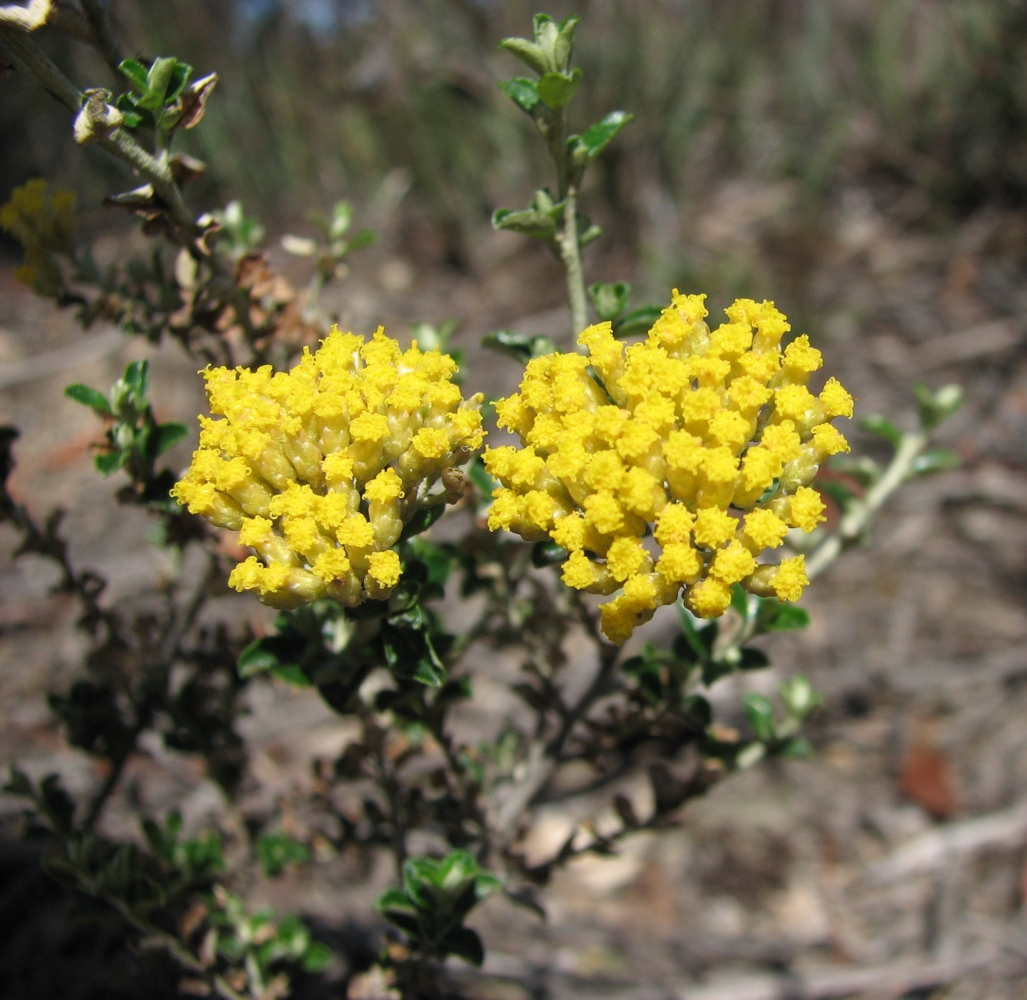
Ozothamnus obcordatus
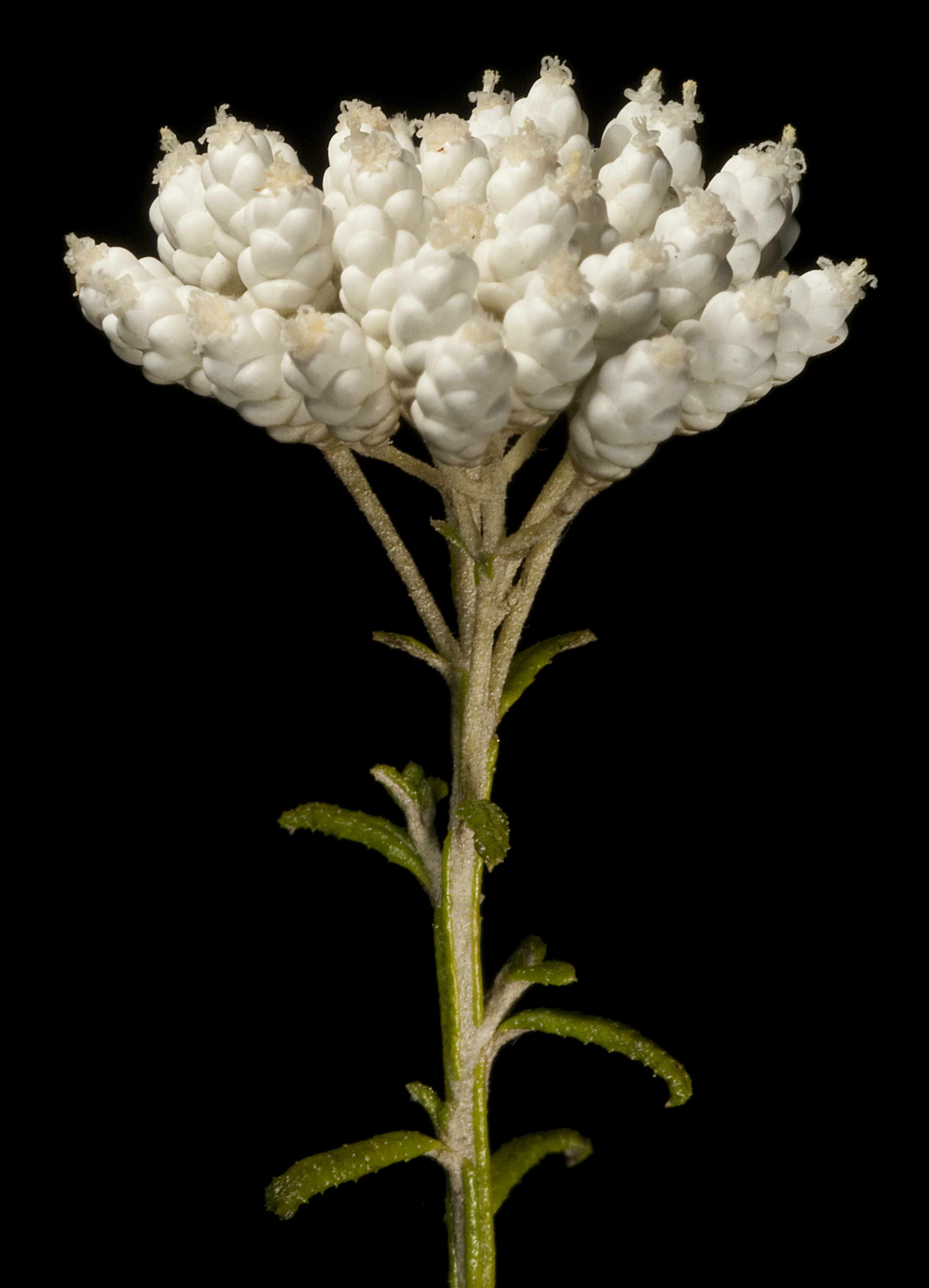
Ozothamnus occidentalis
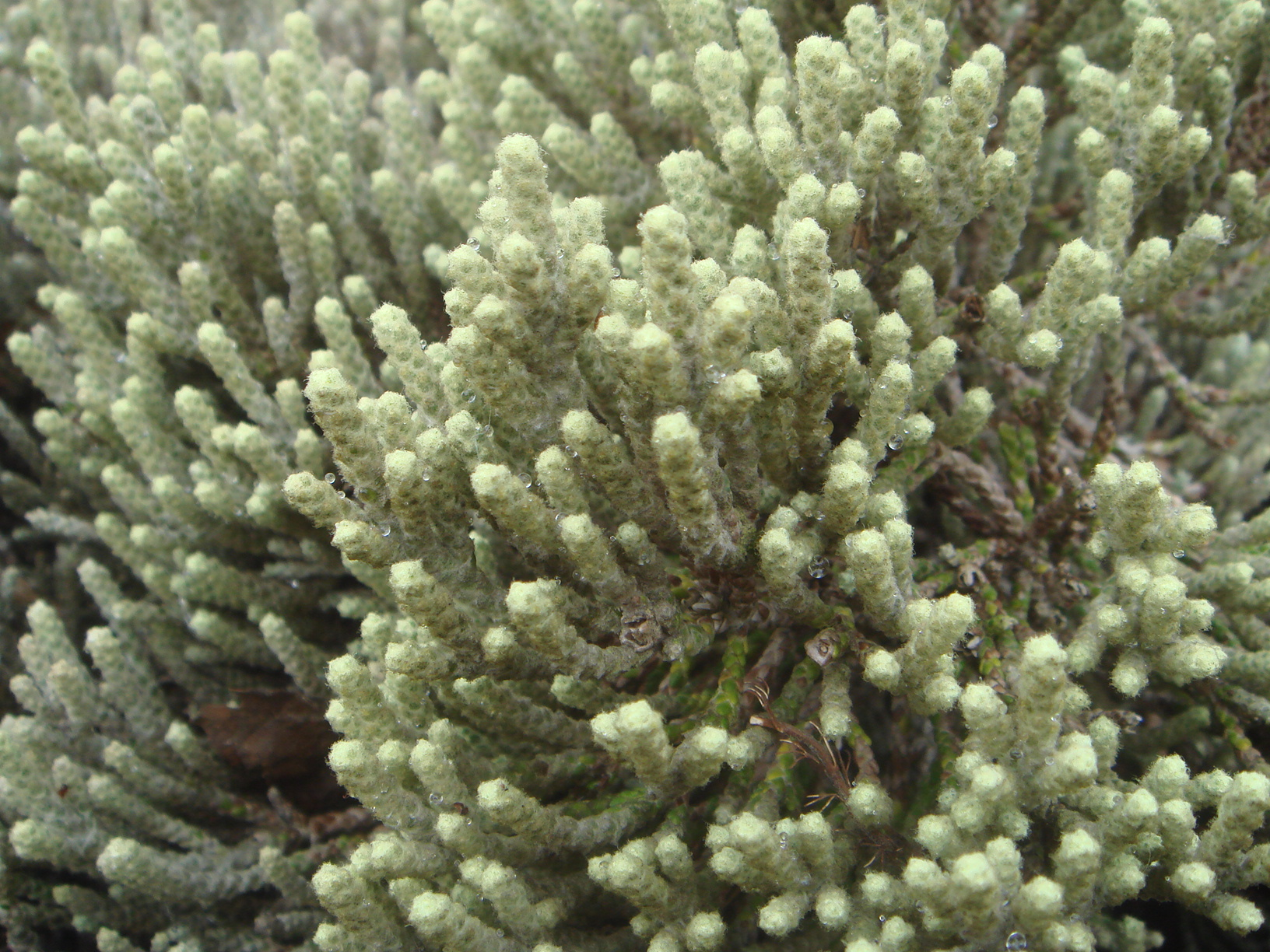
Ozothamnus plumeus

R
- Ozothamnus reflexifolius  Leeson & Rozefelds
- Ozothamnus reflexus (N.T.Burb.) de Salas & Schmidt-Leb.
- Ozothamnus reticulatus  DC.
- Ozothamnus rodwayi  Orchard
- Ozothamnus rogersianus (J.H.Willis) Anderb.
- Ozothamnus rosmarinifolius (Labill.) Sweet
- Ozothamnus rufescens  DC.

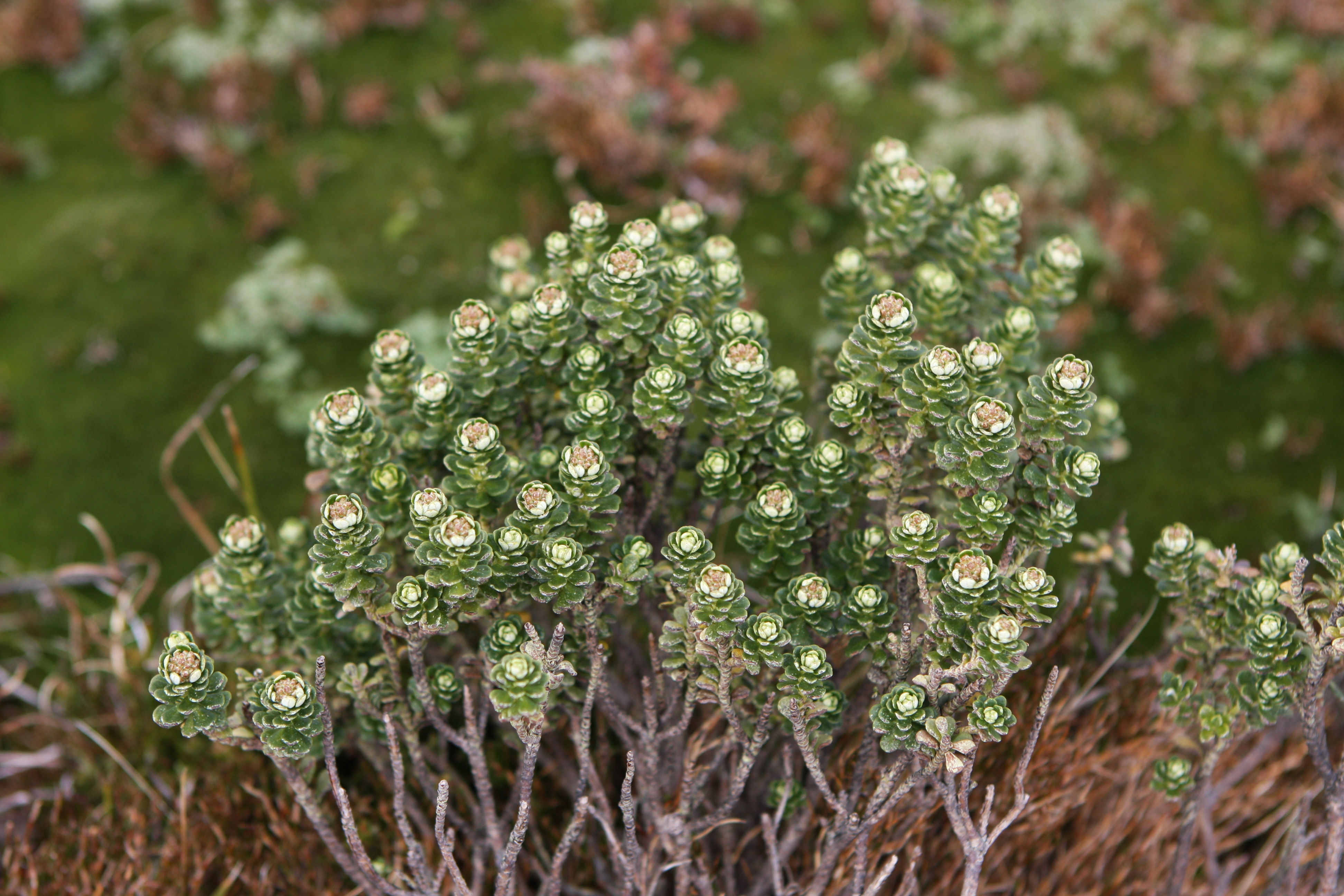
Ozothamnus rodwayi
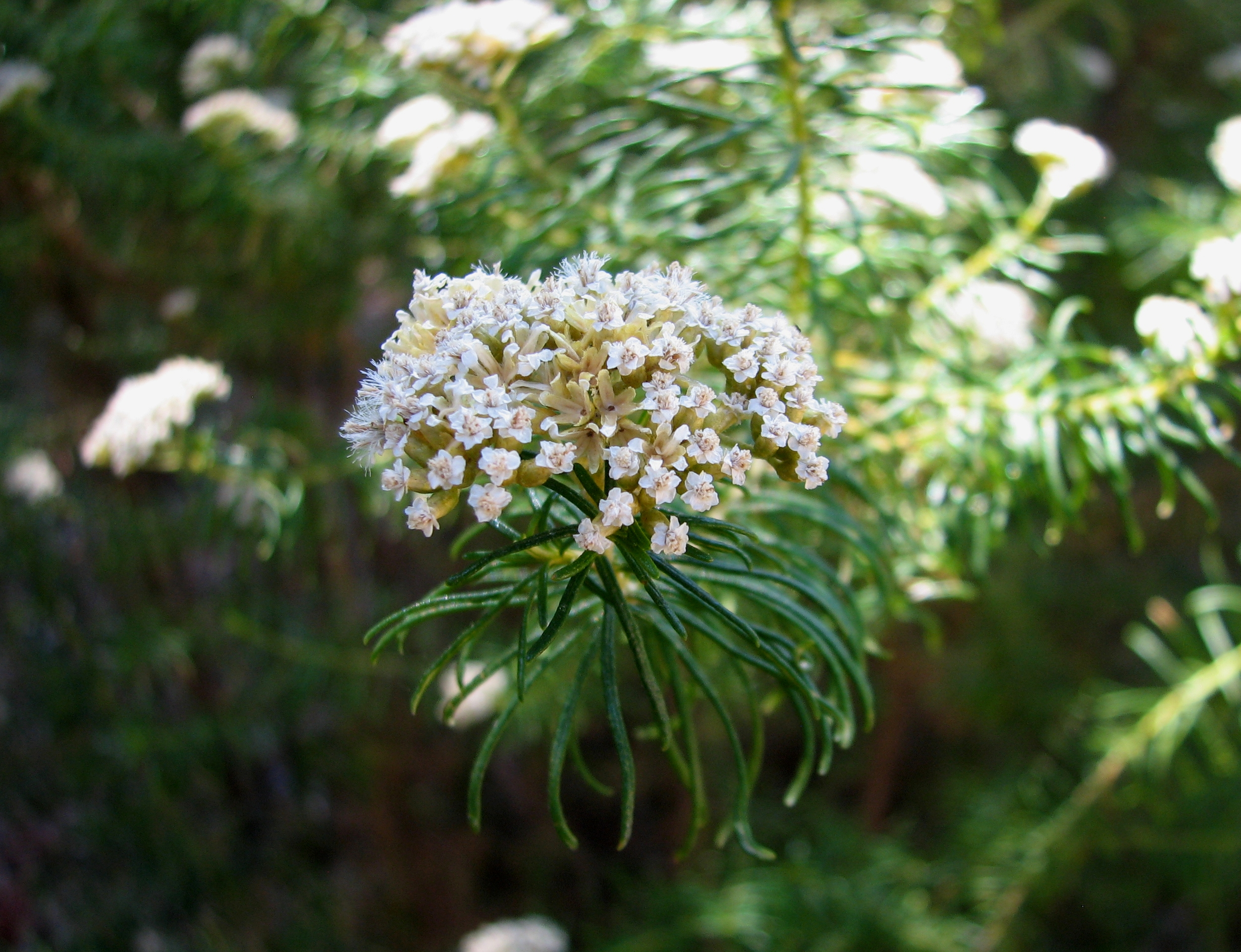
Ozothamnus rogersianus
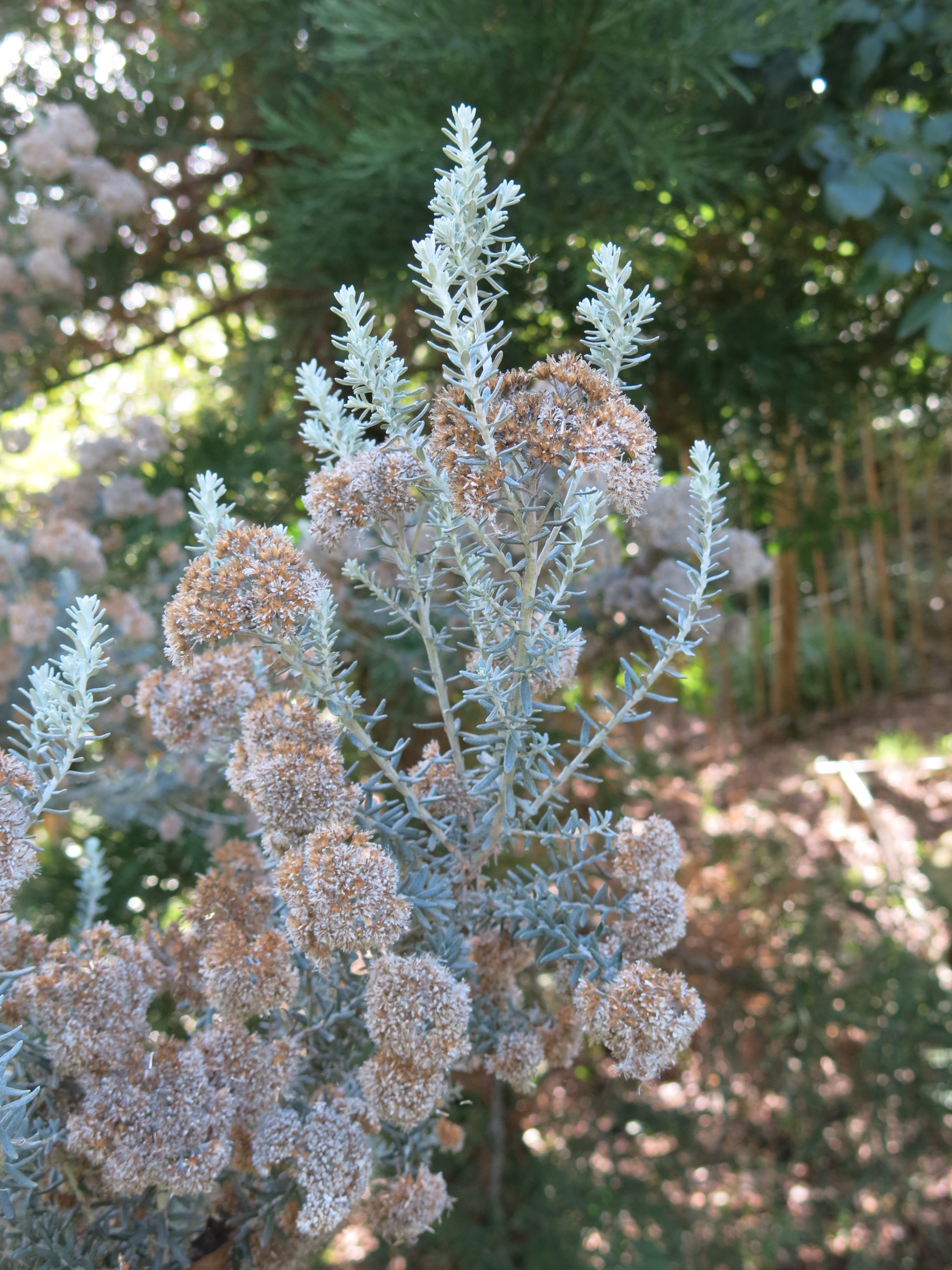
Ozothamnus rosmarinifolius
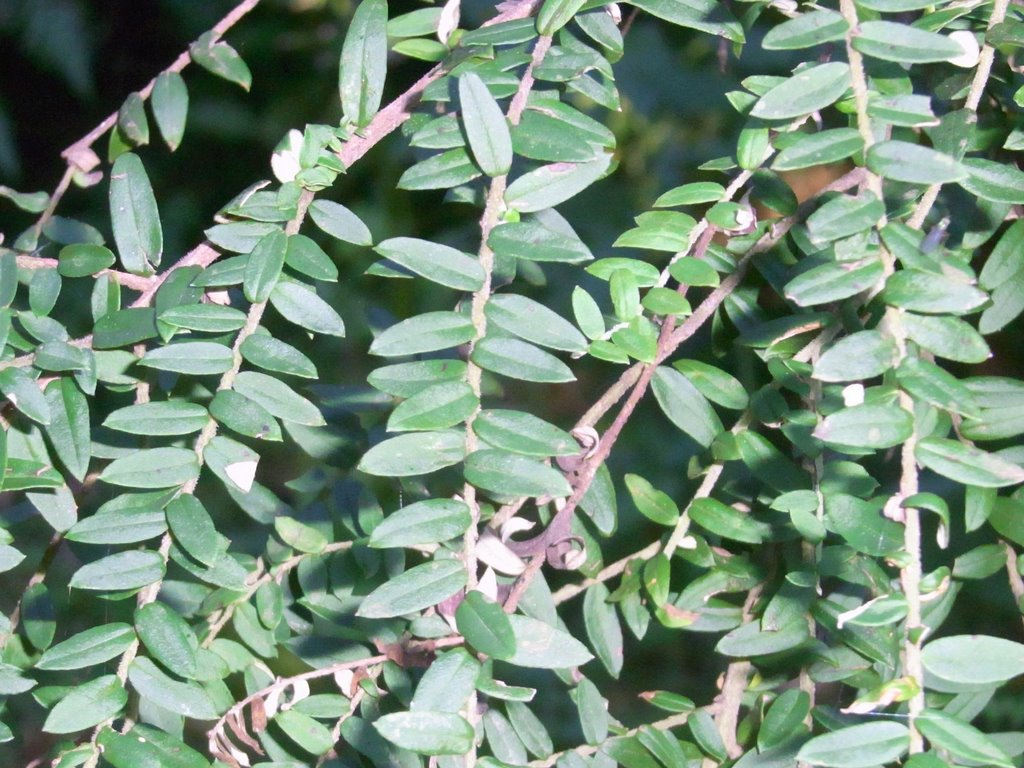
Ozothamnus rufescens

S
- Ozothamnus scaber  F.Muell.
- Ozothamnus scutellifolius  Hook.f.
- Ozothamnus secundiflorus (N.A.Wakef.) C.Jeffrey
- Ozothamnus selaginoides  Sond. & F.Muell.
- Ozothamnus stirlingii (F.Muell.) Anderb.

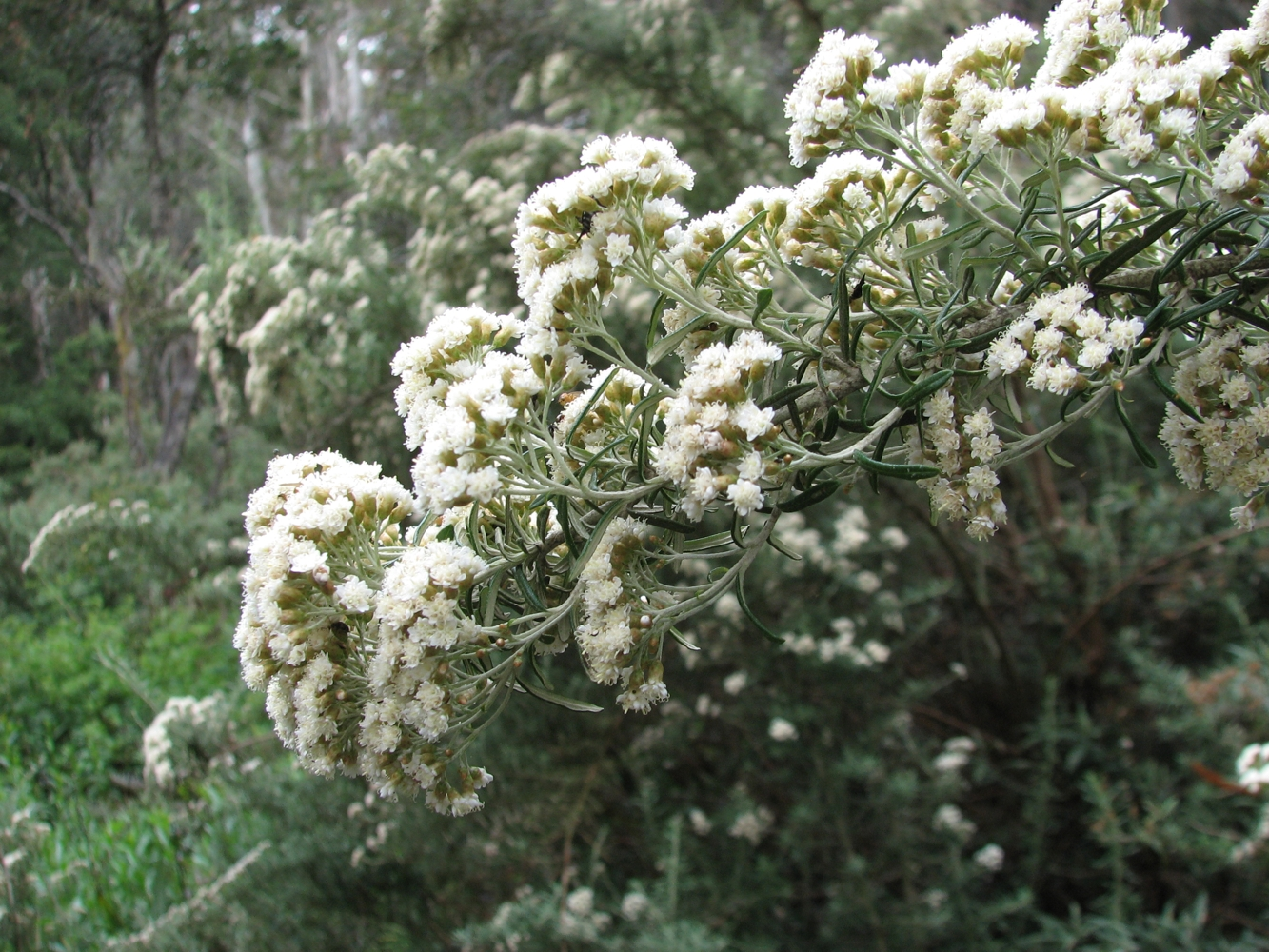
Ozothamnus secundiflorus
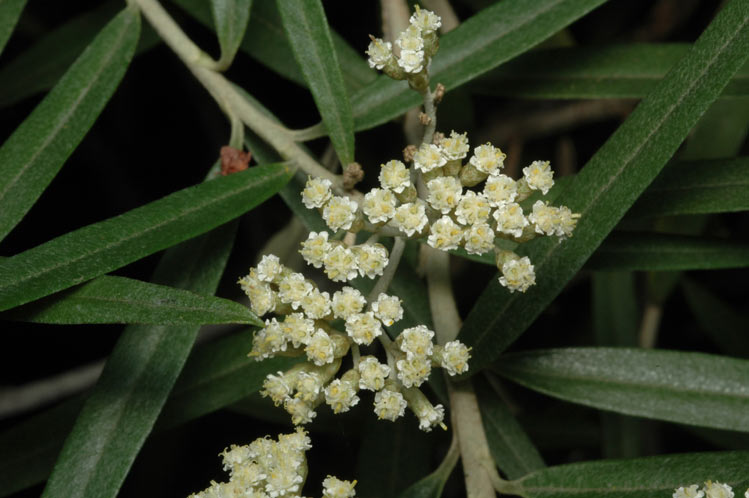
Ozothamnus stirlingii

T - V - W
- Ozothamnus tesselatus (Maiden & R.T.Baker) Anderb.
- Ozothamnus thyrsoideus  DC.
- Ozothamnus tuckeri (F.Muell. ex J.H.Willis) Anderb.
- Ozothamnus vagans (C.T.White) Anderb.
- Ozothamnus vauvilliersii (Hook.f.) Hombr. & Jacquinot ex Decne.
- Ozothamnus vespertinus  R.W.Davis, Wege & Schmidt-Leb.
- Ozothamnus whitei (N.T.Burb.) Anderb.

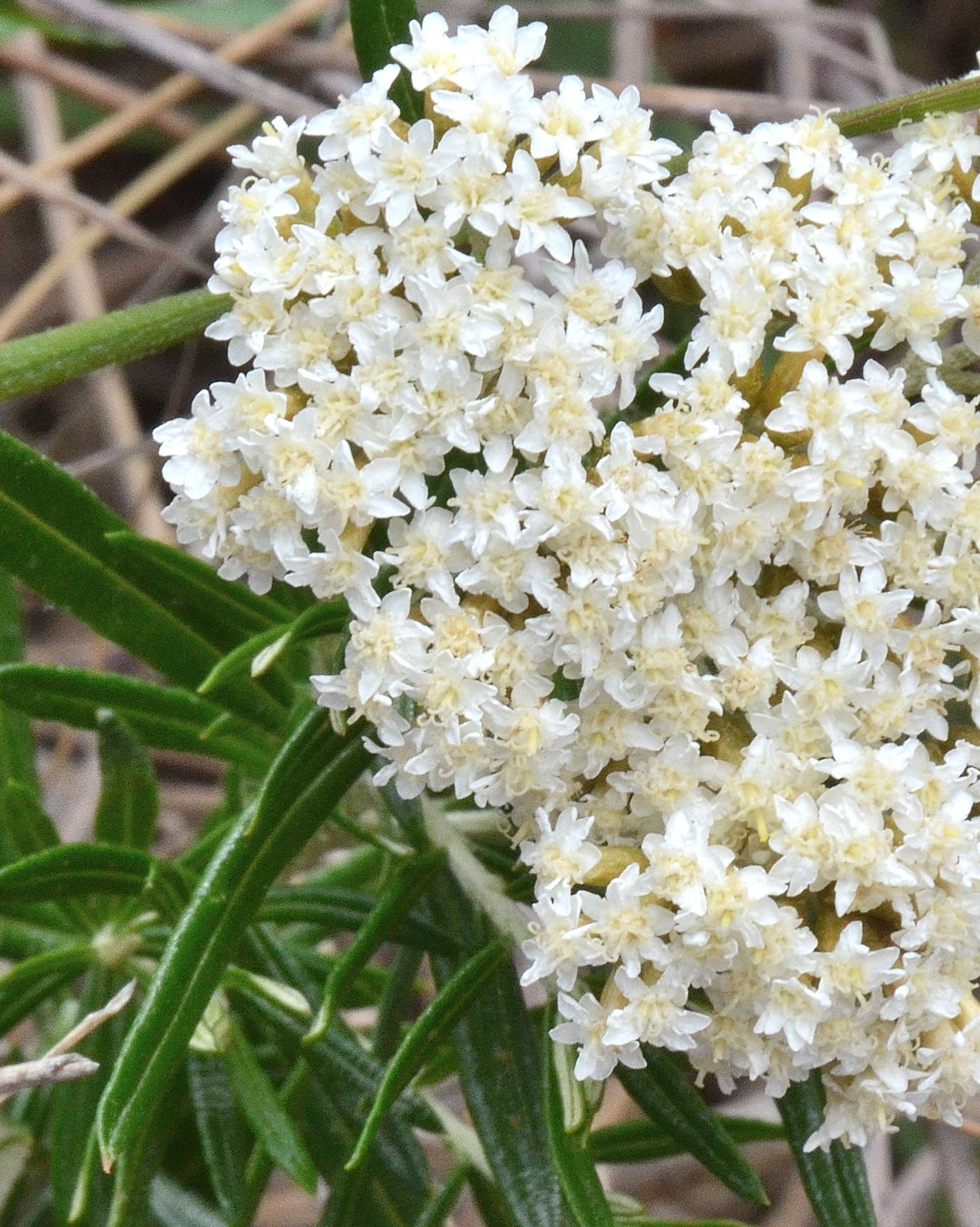
Ozothamnus thyrsoideus
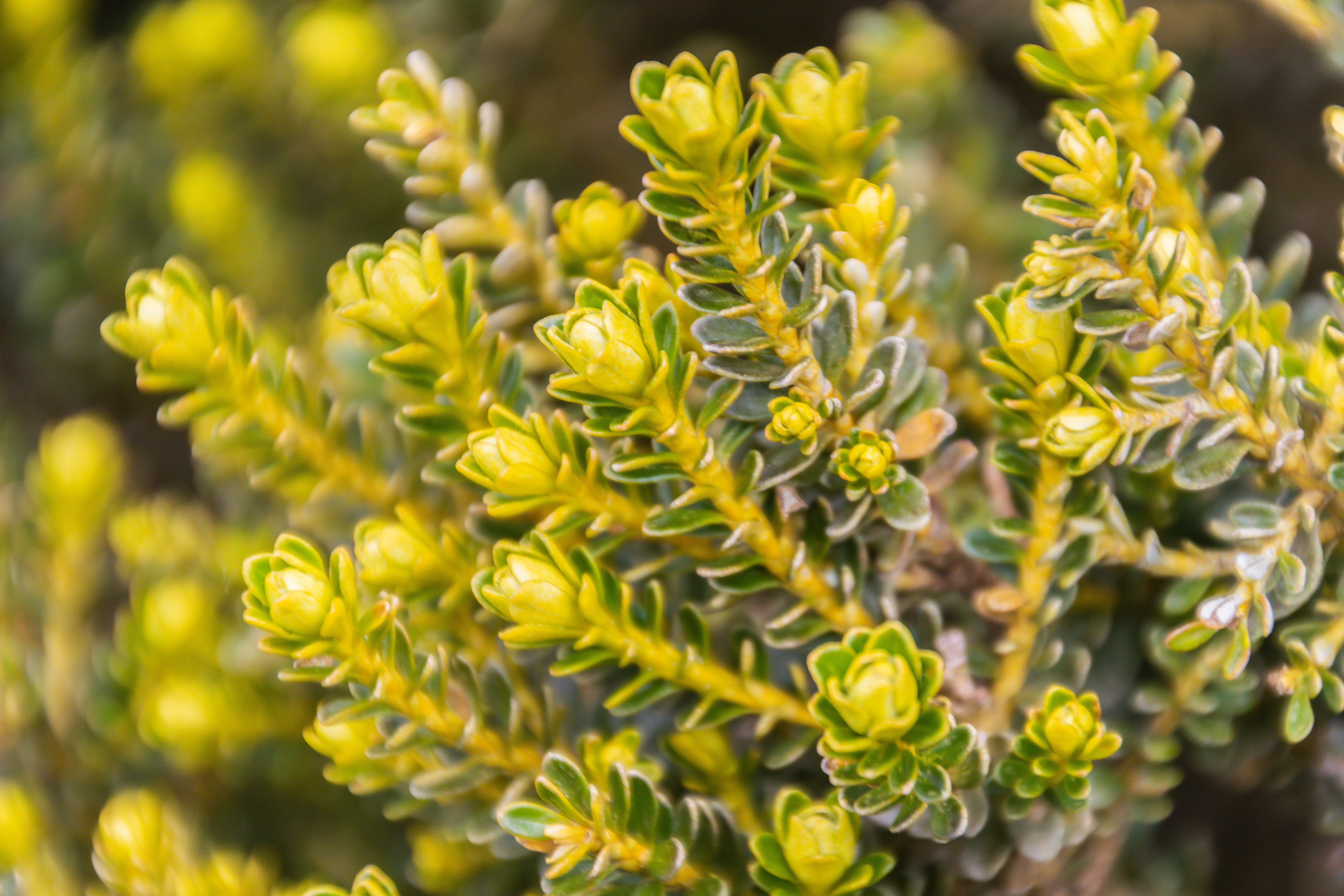
Ozothamnus vauvilliersii

### Sinonimi
Sono elencati alcuni sinonimi per questa entità:
- Faustula Cass.
- Petalolepis  Less.
- Swammerdamia  DC.